# Frauenstein (Sasko)
Frauenstein je malé město v německé spolkové zemi Sasko na jihu zemského okresu Střední Sasko. Má přibližně 2 700 obyvatel. Nachází se ve východní části německých Krušných hor v Přírodním parku Erzgebirge/Vogtland 20 km jihovýchodně od Freibergu, 30 km jihozápadně od Drážďan a zhruba 15 km severozápadně od hranic s Českem u Moldavy. Ve městě se nachází stejnojmenný zámek a zřícenina hradu.

## Název
V prvním písemné zmínce o obci z roku 1218 je zmiňován místní kněz „Heinricus de Vrounsten“, tedy Heinricus z Frauensteinu. Místní hrad je pak zmiňován v listině z roku 1272 jako „Castrum Vrowenstein“. Následně se objevují tvary Vrouwenstein v roce 1321, Vrowinstein roku 1385, Frauwinstein roku 1405, Frawenstein v roce 1424 a pozdějšímu názvu bližší ffrauwenstein v roce 1439. Název pochází ze středohornoněmeckého slova „Vrowe“, což lze přeložit zhruba jako dáma, paní, žena, konkrétněji vyššího postavení.

## Historie

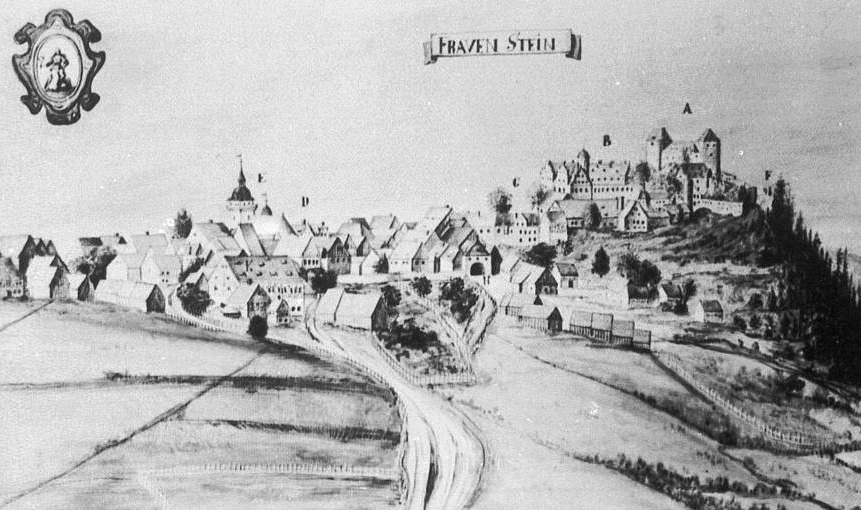
Pohled na město se zámkem a hradem z roku 1720

První písemná zmínka pochází z roku 1218 a zmiňuje místního kněze. O místním hradě pochází pozdější zmínka z roku 1272. Hrad byl postaven na příkaz míšeňského markraběte a jeho stavba souvisela s první fází kolonizace Krušných hor. Na rozdíl od jiných hradů poblíž hranice (například Königstein) měl kromě funkce obrany hranic markrabství dále chránit i obchodní cestu z Freibergu do Teplic přes Hrob, pozdější poštovní cestu. Původní osada byla ve 14. století z důvodu nedostatku místa pro další rozvoj přemístěna do současné lokality. Obec se dále rozvíjela a v roce 1411 získala titul města a s ním i právo pořádat trhy, vařit vlastní pivo a právo soudní. Mezi lety 1585 až 1588 si poslední hradní pán Heinrich von Schönberg nechal postavit vedle hradu renesanční palác, který sloužil jako jeho dočasné sídlo. V pozdějších dobách bylo město třikrát postiženo velkými požáry. Ten v roce 1728 zničil velkou část města včetně místního hradu, který následně nebyl obnoven a zachoval se tedy pouze jako zřícenina. Další tragický požár vypukl v říjnu roku 1869 a připravil o střechu nad hlavou polovinu obyvatel, dále zničil tehdejší budovu radnice i městského kostela včetně varhan zhotovených saským varhanářem a místním rodákem Gottfriedem Silbermannem po dříve zmíněném městském požáru. Nová budova radnice byla dostavěna v roce 1871 a budova kostela v roce 1873.
K samotnému městu byly postupně připojovány některé okolní obce. Konkrétně se jedná o pozdější místní části Kleinbobritzsch v roce 1974 a místní části Burkersdorf, Dittersbach a Nassau v roce 1994.

## Obyvatelstvo
| Rok            | 1300 | 1550 | 1772 | 1801 | 1813 | 1834  | 1871  | 1890  | 1910  | 1925  | 1939  | 1946  | 1957  | 1962  | 1977  | 1990  | 1998  | 2000  | 2005  | 2010  | 2015  | 2020  |
| -------------- | ---- | ---- | ---- | ---- | ---- | ----- | ----- | ----- | ----- | ----- | ----- | ----- | ----- | ----- | ----- | ----- | ----- | ----- | ----- | ----- | ----- | ----- |
| Počet obyvatel | 300  | 496  | 612  | 757  | 814  | 1 029 | 1 405 | 1 269 | 1 281 | 1 193 | 1 477 | 1 568 | 1 335 | 1 285 | 1 528 | 3 751 | 3 575 | 3 518 | 3 285 | 3 082 | 2 936 | 2 733 |

## Správní členění
Město lze rozdělit do 5 částí, z nichž jedna je samotné původní město a ostatní tvoří připojené obce, politicky se pak člení na čtyři místní části:
- Frauenstein a Kleinbobritzsch
- Burkersdorf
- Dittersbach
- Nassau

## Doprava
Městem prochází spolková silnice (Bundesstraße) B 171 vedoucí z Wolkensteinu do Dippoldiswaldu, odkud se dá pokračovat po dalších spolkových silnicích směrem na jih do Altenbergu a dále k českým hranicím nebo na sever do Drážďan. Státní silnice S 184 pak město spojuje s Freibergem a českou Moldavou. Tato cesta částečně kopíruje původní poštovní trasu z Freibergu do Teplic.
Do města vedla od roku 1898 úzkokolejná trať z Klingenbergu (části Colmnitz), kde bylo napojení na trať z Drážďan do Freibergu. Snahy o zřízení trati do Frauensteinu existovaly od 60. let 19. století a původně se počítalo s napojením na tratě v Čechách. Toto propojení však nebylo realizováno. Po druhé světové válce trať trpěla nízkou údržbou, která snižovala její výkonnost. 20. října 1971 na trati vykolejil osobní vlak při vjezdu do stanice Oberbobritzsch a i vzhledem k dříve plánovanému ukončení osobní dopravy zde již provoz nebyl obnoven. Oficiálně byla trať zrušena na jaře roku 1972, kdy začaly práce na její demontáži trvající do roku 1978.
Kromě této úzkokolejky prochází katastrem obce také trať z Freibergu do Holzhau, tedy německý zbytek trati z Freibergu do Mostu, která byla po druhé světové válce rozdělena. Na této trati se nachází stanice místní části Nassau (Erzgeb) obsluhovaná místní společností Freiberger Eisenbahn. Společně s autobusy jsou integrovány do systému Verkehrsverbund Mittelsachsen (VMS).

## Pamětihodnosti a kultura
- Budova radnice - historizující budova z roku 1871, která nahradila původní radnici shořelou při požáru města v roce 1869.[4]
- Hřbitovní kaple „Zum heiligen Kreuz“ - původní hlavní městský svatostánek z roku 1348 významně přestavěný v roce 1616
- Městský evangelický kostel - současná podoba pochází z roku 1873, kdy bylo třeba městský kostel znovuvybudovat po velkém požáru města v roce 1869.[15]
- Muzeum Gottfrieda Silbermanna
- Poštovní sloup (milník) na náměstí
- Zřícenina hradu Frauenstein - Hrad postavený kolem roku 1200 sloužil většinu historie saským kurfiřtům. V roce 1728 společně s městem vyhořel a nebyl znovu obnoven.
- Zámek Frauenstein - renesanční palác postavený v letech 1585 až 1588 vedle hradu[4]

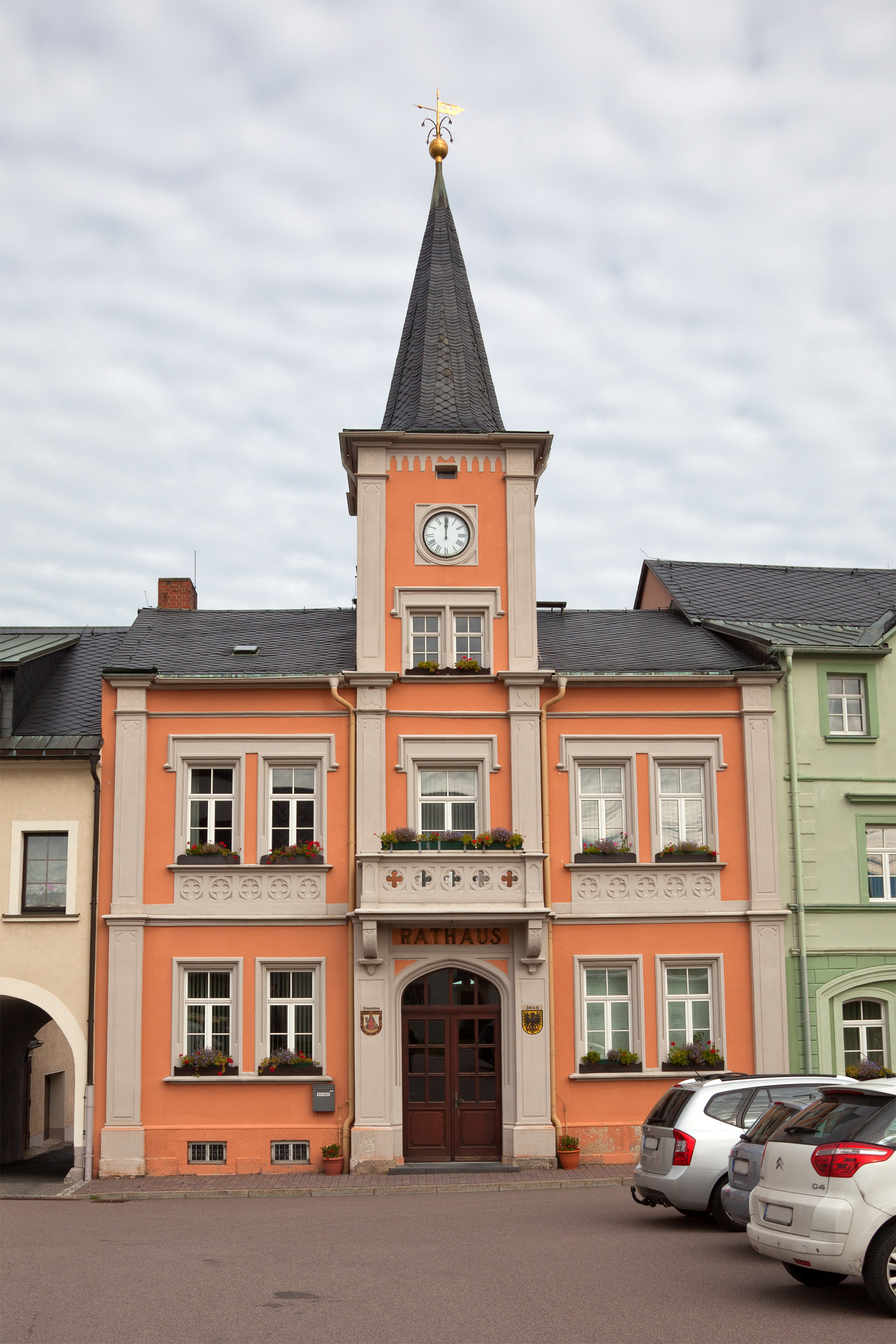
Budova radnice
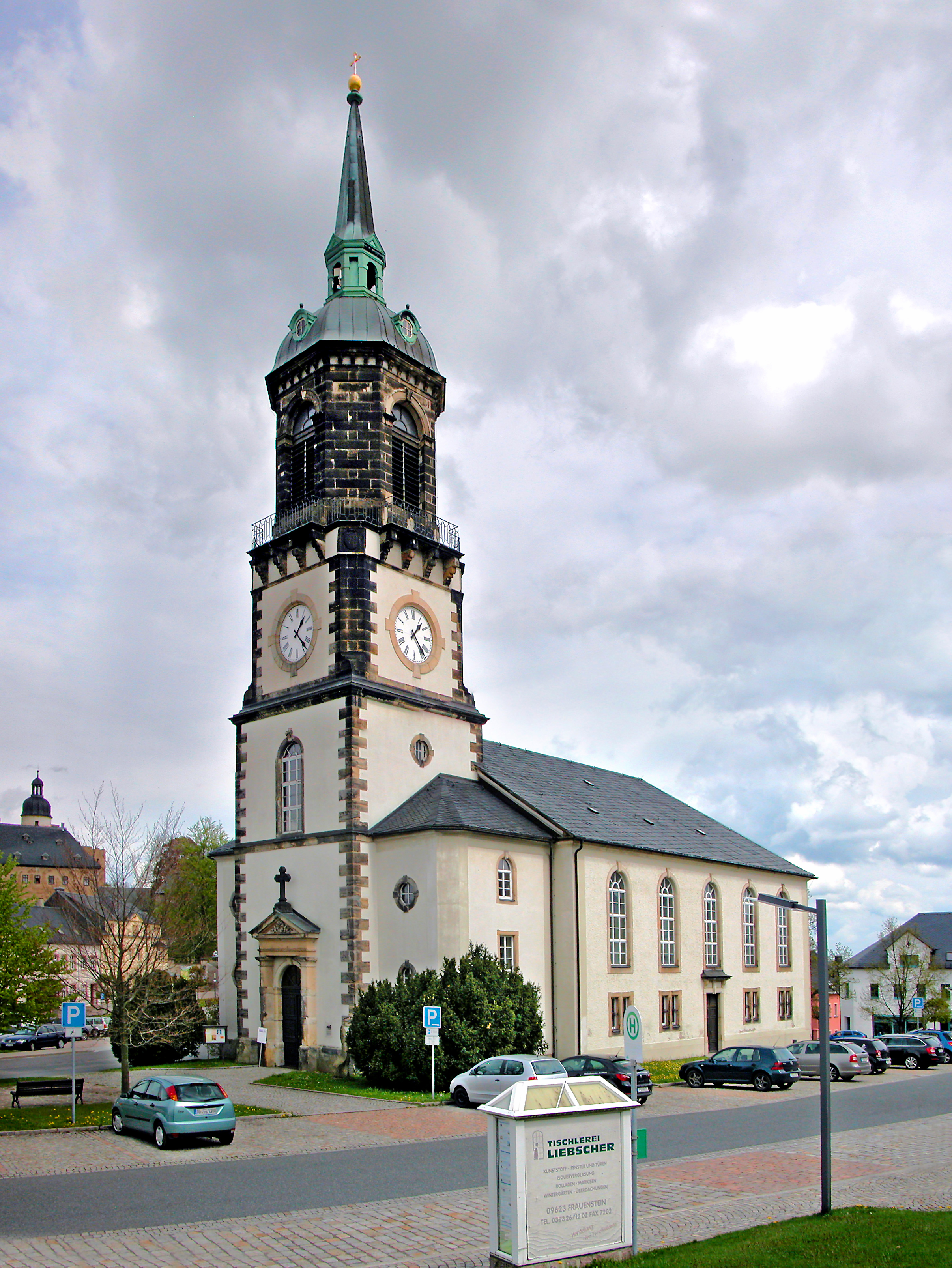
Městský kostel
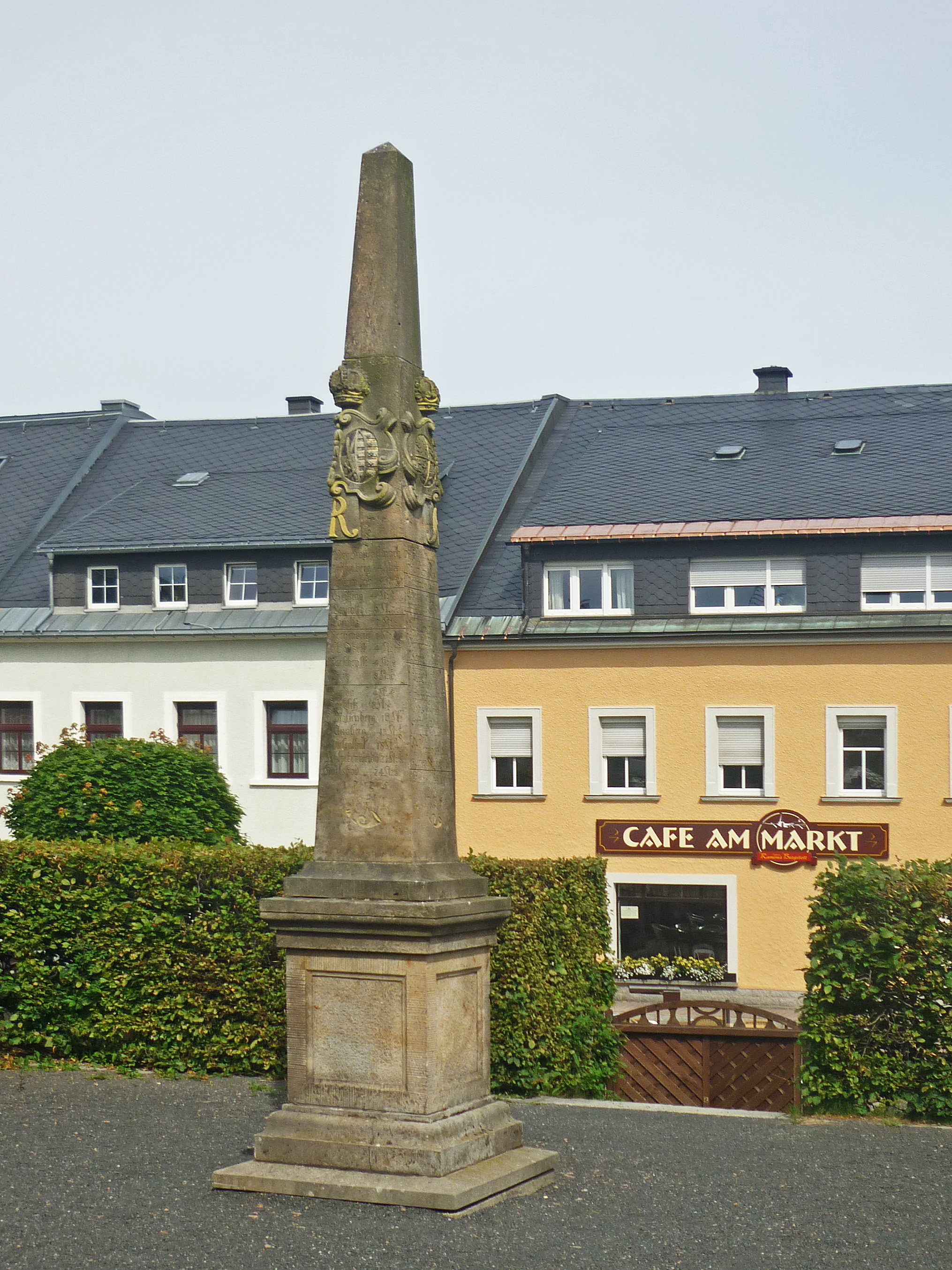
Poštovní milník na náměstí
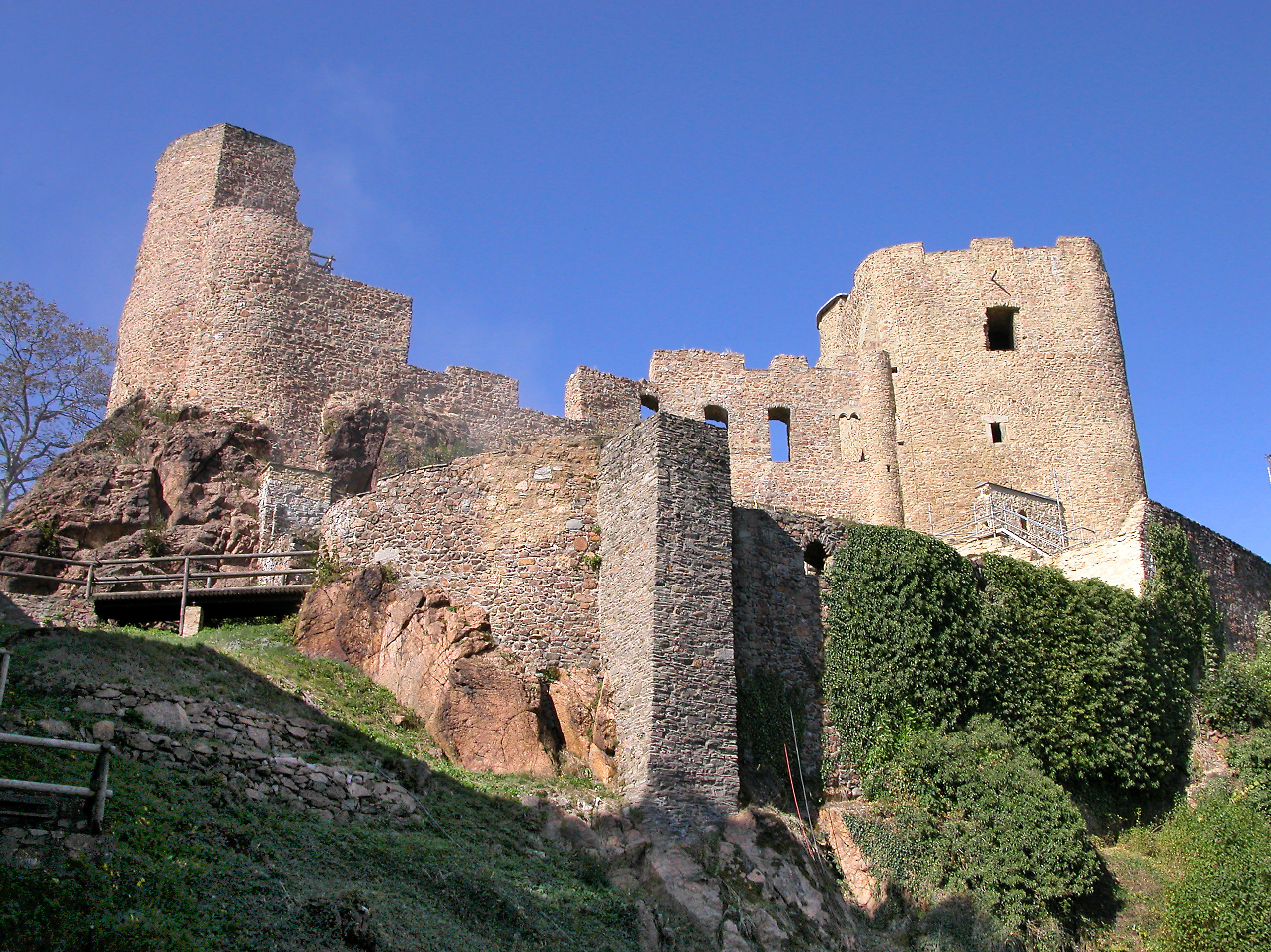
Zřícenina hradu
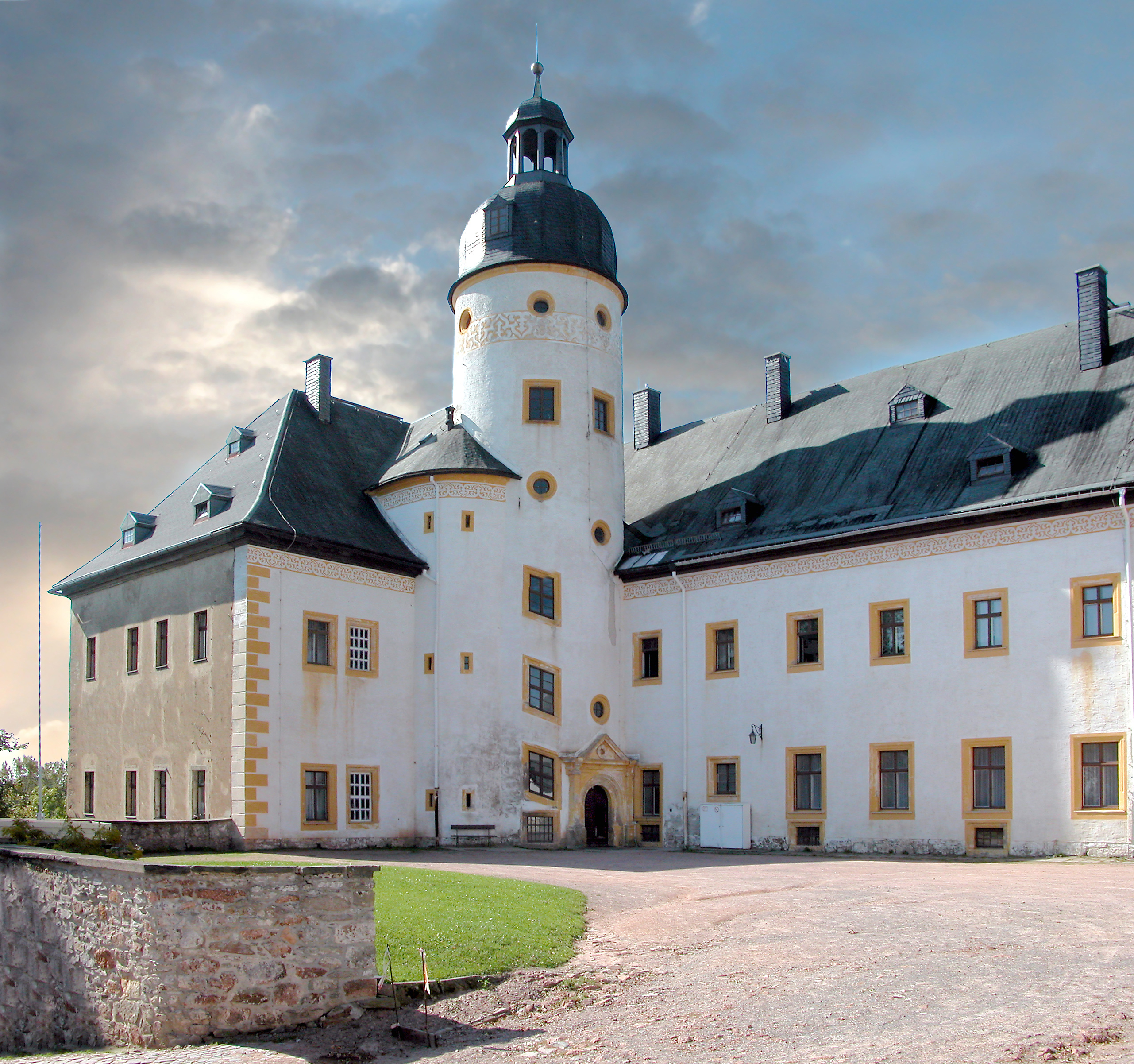
Místní zámek

## Osobnosti
- Andreas Silbermann (1678–1734) - barokní varhanář
- Gottfried Silbermann (1683–1753) - barokní varhanář, bratr předchozího
- Albin Müller (1871–1941) - architekt, designér a pedagog
- Thomas Schönlebe (1965) - olympijský reprezentant NDR v lehké atletice
- Maik Meyer (1970) - amatérský astronom se specializací na komety

## Partnerská města
- Zell am Harmersbach, Německo (1991)